# Петьофи (мост)
Мост „Петьофи“ (на унгарски: Petőfi híd) е стоманен мост над река Дунав, който свързва двата бряга на Будапеща, с дължина 378 метра и ширина 25,6 метра. Намира се на 154 метра надморска височина. Разположен е между Моста на свободата и Мост „Ракоци“, свързва площад „Борарос“ и големите булеварди на Пеща с кейовете на Буда. Построен е през 1937 г. за срок от четири години. Мостът е проектиран от Пал Хуберт Алгяй. Носи името на известния унгарски поет и революционер Шандор Петьофи.